# Cofactor (biochemie)

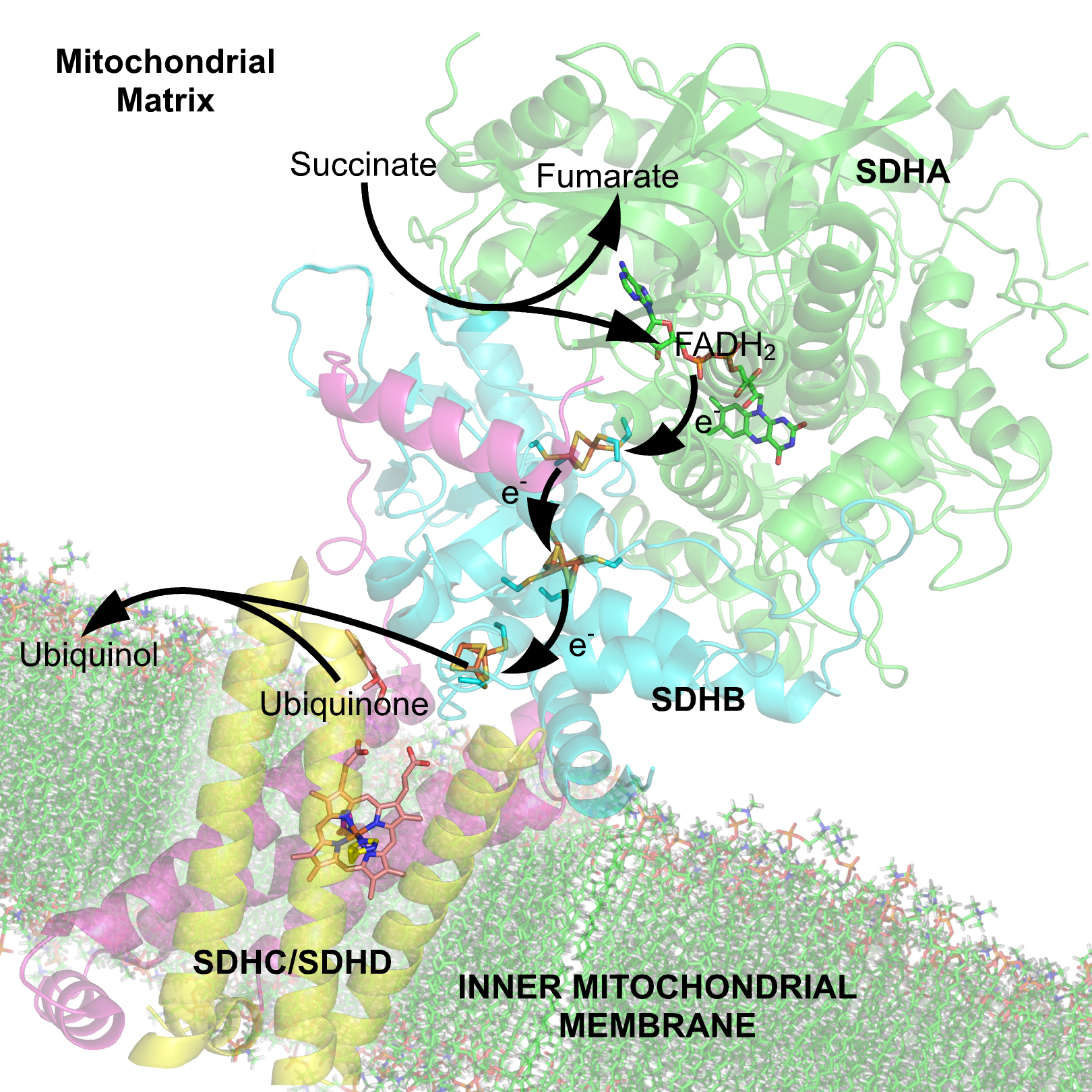
Succinaatdehydrogenase-complex

Een cofactor is een samengestelde stof, een chemische verbinding, die zelf geen proteïne is, maar die voor de biologische activiteit nodig is van een proteïne. Deze proteïnen zijn gewoonlijk enzymen en fungeren als katalysatoren bij het tot stand komen van biochemische reacties.
Er zijn verschillende typen cofactoren:
- Co-enzymen – Een co-enzym is een relatief klein organisch molecuul dat voor een enzym nodig is om de functie ervan te vervullen.
- Een prostetische groep, zoals heem, is een organisch molecuul dat met een grote affiniteit of covalent aan een enzym is gebonden. De prostetische groep kan daardoor niet dissociëren.
- Een metaalion kan een cofactor van een enzym zijn. Zij vormen samen een metallo-enzym en fungeren zo als katalysator.

Een cofactor en een apo-enzym vormen samen een holo-enzym.
Het succinaatdehydrogenase-complex, afgebeeld in de figuur, in de citroenzuurcyclus heeft verscheidene cofactoren zoals flavine, ijzer-sulfaat-eiwitcentra en heem.
Stoffen die overeenkomen met de bindingseigenschappen van de cofactor en zich ook aan het enzym kunnen binden zijn competitieve inhibitie-enzymen. Ze remmen de activiteit van het enzym als zij de bindingsplaats van de cofactor blokkeren.

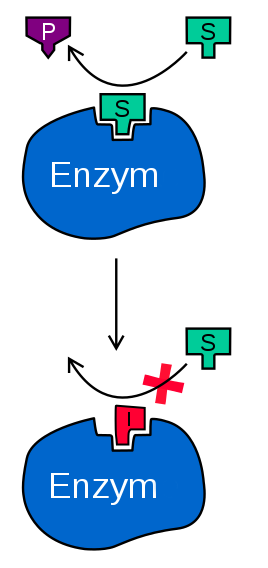
Competitieve enzymremming:
S substraat of cofactor
I competitieve inhibitor